# Marcel Devries
Marcel Devries, ook wel Marcel de Vries of Marcel Devriès (Brussel, 6 mei 1849 – Bécon-les-Bruyères, Courbevoie, circa 26 mei 1923) was een Belgisch tenor van Nederlandse komaf.
Hij was zoon van zangersechtpaar Rosa de Vries-van Os en David De Vries (Devires). Zussen Jeanne Devries en Fides Devries en broers Maurice Devries en Herman Devries waren eveneens zangers. Devries trouwde in 1880 in Toulouse als rentenier met Cécile Caroline Marie Joséphine Dardignac, die via haar eerdere huwelijk met organist Fritz Büsser moeder was van componist Henri Büsser. Zoon David Devries werd zanger, dochter Jeanne Devries-Leininger zangeres, Paul Devries directeur van theater Theatre de la Gaité, Dochter Ines werd echtgenote van Jean Sardou, zoon van toneelschrijver Victorien Sardou. 
Zo bekend als zijn zusters en broers waren, zo onbekend bleef hij. Hij zou eerst zingen in de Vlaamse Opera in Brussel; het is dan 1873 tot minstens 1877. Groter van aanpak waren zijn uitvoeringen in het gezelschap van Johannes George de Groot in de Amsterdamse Parkschouwburg als Lyonel in Martha (De markt te Richmond) van Friedrich von Flotow. Het is dan 5 maart 1887.  Het Algemeen Handelsblad vond dat zijn stem niet aan de verwachtingen voldeed, wel aangenaam van klank maar te zwak. Dit werd verzacht omdat hij voor het eerst in Nederland optrad in een operette die in het Nederlands gezongen werd. Voorafgaand aan de uitvoering zou hij al acht jaar niet hebben opgetreden. Een aantal dagen daarna constateerde hetzelfde blad, dat er bij de derde uitvoering een aanmerkelijke verbetering was te constateren. 
In april van datzelfde jaar zong hij met/in hetzelfde gezelschap mee in La juive (De Jodin) van Jacques Fromental Halévy, één van zijn collegae was destijds Johan Schmier.
Na deze rol nam hij nog deel aan een Hollandsche avond in Parijs, maar daarna stopte hij zijn zangloopbaan vanwege onoverkomelijke plankenkoorts.